# آگوستین لاسترا
آگوستین لاسترا (انگلیسی: Agustín Lastra؛ زادهٔ ۲ ژانویهٔ ۲۰۰۱) بازیکن فوتبال اهل آرژانتین است.